# Suncus hututsi
Suncus hututsi és una espècie d'eulipotifle de la família de les musaranyes. És endèmica de Burundi. Es tracta d'una espècie forestal més petita que S. infinitesimus però una mica més grossa que S. remyi. El pelatge dorsal és negre i gris, que a les parts ventrals es torna un xic més pàl·lid. La cua fa 28–33 mm. La tercera molar superior és grossa i ben desenvolupada. El seu nom específic, hututsi, li fou assignat en honor dels hutus i els tutsis, els dos grups ètnics principals de Burundi.